# Ricky Cockerill
Ricky Cockerill, né le 26 octobre 1978 à Dunedin dans la région de l'Otago, est un patineur artistique néo-zélandais. Il est septuple champion de Nouvelle-Zélande de 1999 à 2005.

## Biographie

### Carrière sportive
Ricky Cockerill se forme comme patineur artistique à Auckland en Nouvelle-Zélande, à Sydney en Australie et à Moscou en Russie. Il est septuple champion de Nouvelle-Zélande de 1999 à 2005. Il est le premier patineur artistique néo-zélandais à réaliser tous les triples sauts, ainsi que les combinaisons triple-triple.
Il représente son pays à un mondial junior (1996 à Brisbane), cinq championnats des quatre continents (1999 à Halifax, 2000 à Osaka, 2001 à Salt Lake City, 2003 à Pékin et 2005 à Gangneung) et trois mondiaux seniors (2000 à Nice, 2001 à Vancouver et 2005 à Moscou). Il ne participe jamais aux Jeux olympiques d'hiver.
Il arrête les compétitions sportives après les mondiaux de 2005.

### Reconversion
Après la fin de sa carrière sportive, Ricky Cockerill obtient un diplôme en économie à l'université technologique d'Auckland et déménage ensuite à Londres pour poursuivre une carrière dans la finance. Il commence sa carrière pendant trois ans chez Barclays Bank PLC à Canary Wharf. En 2010, il s'installe à Moscou pour travailler pour Barclays Russie.
Il retourne en Nouvelle-Zélande en 2014 avec son épouse. Il travaille désormais comme courtier en affaires à Dunedin et aide sa femme à gérer un nouveau studio de danse. Il est père de deux filles.

## Palmarès
| Compétitions principales           | 1996 | 1997 | 1998 | 1999 | 2000 | 2001 | 2002 | 2003 | 2004 | 2005 |  |  |  |  |
| Jeux olympiques d'hiver            |      |      |      |      |      |      |      |      |      |      |  |  |  |  |
| Championnats du monde              |      |      |      |      | 39e  | 41e  |      |      |      | 40e  |  |  |  |  |
| Championnats des quatre continents |      |      |      | 14e  | 17e  | 18e  |      | 16e  |      | 12e  |  |  |  |  |
| Championnats de Nouvelle-Zélande   |      |      |      | 1er  | 1er  | 1er  | 1er  | 1er  | 1er  | 1er  |  |  |  |  |
| Championnats du monde juniors      | 31e  |      |      |      |      |      |      |      |      |      |  |  |  |  |
|                                    |      |      |      |      |      |      |      |      |      |      |  |  |  |  |